# 14歳 (小説)
『14歳 』（14さい）は、千原ジュニア著の小説、およびそれを原作としたテレビドラマである。

## 原作
2007年、講談社初刊
14歳の時の、自身のひきこもりの日々・再生への道程を自伝的小説でつづっている。

## テレビドラマ版
『14歳～千原ジュニア たった1人の闘い』
2009年3月12日の20：54-22：54にテレビ東京系列にて、「開局45周年キャンペーン“絆”」の単発スペシャル企画として放映。ドラマパートと、千原本人へのインタビューとで構成されている。視聴率6.5％。

### キャスト
- 千原浩史（千原ジュニア）：中尾明慶（小学高学年時代：小林廉）
- 父：赤井英和
- 母：小川菜摘
- 千原靖史（千原せいじ）：宮下雄也
- 祖父：浜田晃
- 祖母：加賀まりこ

- 松田先生：本田博太郎
- 大ちゃん：池田純（現・池田純矢）

- ほっしゃん。（現・星田英利）
- ほんこん
- 久野雅弘
- 永倉大輔
- 桐山浩一

- しあつ野郎、笑鶯、トンファー、田畑藤本

- 工藤時子、井之上史織、しのへけい子、外能久、尾崎亜衣、笠兼三　ほか

- ナレーション：大浜平太郎

### スタッフ
- 製作：テレビ東京・リュウ・エンタープライズ
- プロデュース・監督・脚本：近澤駿
  - 脚本：田中直人、木原昌
  - テレビ東京プロデューサー：岡部紳二
- 技斗：所博昭
- イラスト協力：柴田尚吾
- 技術協力：だだだ
- 照明協力：キャトル
- 美術協力：東京美工、大澤製作所
- 操演：スプリーム・エフェクト
- カースタント：アクティブ21
- 車両：ホリオート
- 劇用車：エルエーカンパニー
- 音響効果：サウンド・バム
- 編集・MA：麻布プラザ
- スタジオ：東映東京撮影所
- ロケ協力：熊谷フィルム・コミッション、前橋フィルム・コミッション、坂戸市観光協会、こしがや能楽堂、コメリ、国立赤城青少年交流の家 ほか